# Pandemia de COVID-19 em Montserrat
Este artigo documenta os impactos da Pandemia de COVID-19 em Montserrat e pode não incluir todas as principais respostas e medidas contemporâneas.

## Cronologia

### Março 2020
Em 18 de março, o primeiro caso em Montserrat foi confirmado. O paciente havia viajado de Londres para Antígua antes de chegar a Montserrat. Em 23 de março, o segundo caso foi confirmado. O paciente não tinha histórico de viagens e foi o primeiro caso por transmissão comunitária. Em 26 de março, mais três casos foram confirmados como positivos, elevando o total para cinco casos de COVID-19 na ilha de Montserrat.

### Abril 2020
Em 7 de abril, o número de casos aumentou para oito. Em 24 de abril, a primeira morte relacionada ao COVID-19 em Montserrat, de uma mulher de 92 anos. Em 25 de abril, Montserrat estava sem novos casos por sua segunda semana.

## Reações governamentais
No final de fevereiro houve a aplicação de restrições de viagens para a China (incluindo Hong Kong, Macau e Taiwan), Japão, Malásia, Singapura, Coreia do Sul, Tailândia e Irã. Posteriormente a restrição de viagens estendida ao norte da Itália. As escolas estariam fechadas e reuniões com mais de 50 pessoas passaram a ser proibidas. Também proibidas visitas a hospitais e casas de idosos. Uma quarentena obrigatória de 14 dias foi imposta aos viajantes. Foi instituído um toque de recolher entre as 19:00 e as 05:00. Viagens não essenciais foram proibidas.
A partir de abril começou-se a haver flexibilizações em relação as medidas preventivas, porém foi anunciado que algumas só seriam feitas em maio.